# جیرجیرک زانوسیاه سوپاتا
جیرجیرک زانوسیاه سوپاتا (انگلیسی: Sopatas' black-kneed katydid) گونه‌ای از جیرجیرک‌های بیشه  است که بوم‌زاد استان کیپ غربی در آفریقای جنوبی است.